# Monte Argentera
El monte Argentera (3297 m) es una montaña de los Alpes Marítimos, dentro de la sección alpina de Alpes Marítimos y prealpes de Niza, suponiendo la máxima elevación.

## Características
Se encuentra entre el valle alto de Gesso, en la provincia de Cuneo, sobre el límite entre los municipios de Entracque y Valdieri. La cima no se encuentra en la divisoria de aguas italo-francesa, sino sobre una dorsal secundaria. Esta se aparta de la divisoria principal en correspondencia con la cima Ghiliè, y procede en dirección general norte hasta culminar en la cima sur del Argentera, de donde procede aún, llegando luego a descender hacia el vallone di Lourousa.
El monte es una estructura morfológicamente compleja, indicado como serra dell'Argentera. El cuerpo principal está formado por una serie de cimas alineadas en dirección sur-norte, o del sur:
- cima Genova (3191 m)
- cima sur del Argentera (3297 m, massima elevazione)
- cima norte del Argentera (3286 m)
- punta Gelas di Lourousa (3261 m)

La cima fue ascendida por vez primera por William Auguste Coolidge y sus guías, Christian Almer padre e hijo el 18 de agosto de 1879. Recorrieron el Couloir di Lourousa, canal de nieve que se ha convertido en clásico entre los alpinistas locales, descendiendo por la misma vía.
Un itinerario más fácil, actualmente la vía normal a lo largo de la pared este, fue abierta el 16 de agosto de 1882 por G. Dellepiane, U. Ponta, R. Audisio.